# Galeriegrab Uelde
Das Galeriegrab Uelde war eine megalithische Grabanlage der jungsteinzeitlichen Wartbergkultur bei Uelde, einem Ortsteil von Anröchte im Kreis Soest (Nordrhein-Westfalen). Es wurde im 19. Jahrhundert zerstört.

## Lage
Das Grab befand sich etwa 700 m nordwestlich der Ortsmitte von Uelde auf dem Gebiet des Guts Eggeringshausen.

## Forschungsgeschichte
Das Grab wurde 1858/59 entdeckt und dabei teilweise zerstört. Die Reste der Anlage wurden 1865 und 1869 archäologisch untersucht. Später wurde das Grab vollständig zerstört.

## Beschreibung

### Architektur
Die Anlage war ost-westlich orientiert. Sie hatte eine Gesamtlänge von 11,5 m und eine Breite zwischen 2,5 m und 3 m. Die Grabkammer hatte eine innere Breite von 2 m und eine Deckenhöhe von 2 m. Die Kammer war aus Plänerkalkplatten errichtet worden. Diese hatten eine Länge von 1 m und eine Höhe von 2,1 m; die Dicke ist unbekannt. Die Kammer war wohl vollständig in den Erdboden eingetieft und durch aufrecht stehende Platten in vier Abteilungen aufgeteilt. Wo sich der Zugang zur Kammer befunden hatte, ist unklar.
Das Baumaterial für die Kammer stammte wohl aus der unmittelbaren Umgebung. Es dürfte aus maximal 1 km Entfernung herangeschafft worden sein. Der Materialbedarf wird auf etwa 93 t geschätzt.

### Bestattungen
In jeder der vier Abteilungen des Grabes wurden Skelettreste von 12 bis 20 Individuen gefunden. Diese wurden bei der ersten Auffindung im Jahr 1859 zerschlagen und wieder vergraben. 1865 wurden sie dann erneut geborgen. Sämtliche Skelettreste sind heute verschollen.

### Beigaben

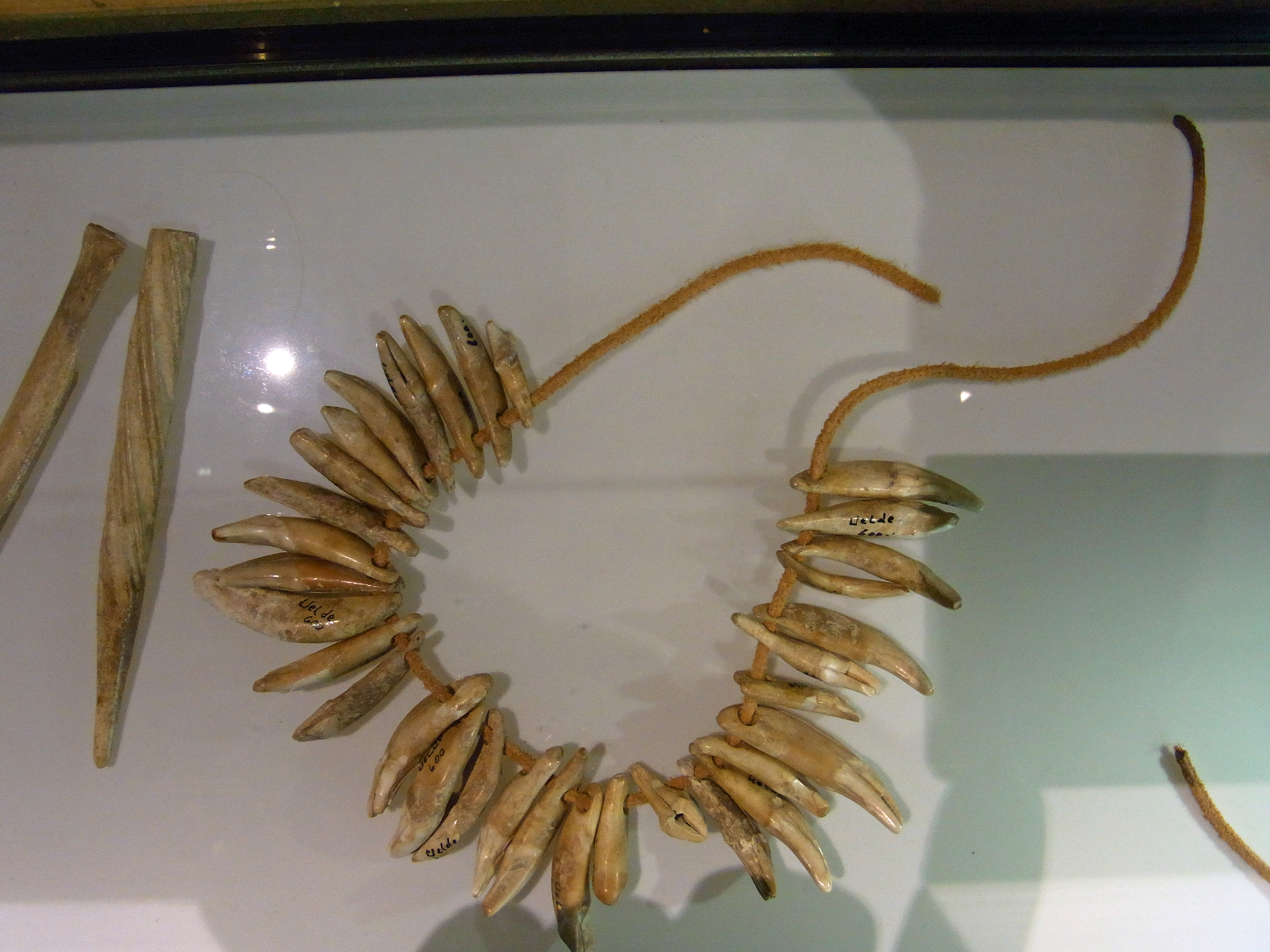
Kette aus durchlochten Tierzähnen aus dem Galeriegrab Uelde; LWL-Museum für Archäologie Herne

Bei den Grabungen wurden zahlreiche Beigaben gefunden, darunter aber anscheinend keine Keramikgefäße. Zu den erhaltenen Funden gehören zwei Klingen und eine Pfeilspitze aus Feuerstein bzw. Kieselschiefer, vier Knochenpfrieme und ein durchlocher Röhrenknochen, 56 durchlochte Tierzähne und ein aus Knochen nachgebildeter durchlochter Tierzahn. Die Beigaben verteilen sich heute auf das LWL-Museum für Archäologie in Herne und das Städtische Heimatmuseum Lippstadt. Zahlreiche weitere Funde (Klingen, durchlochte Röhrenknochen, Fuchsunterkiefer und Fragmente von Hirschgeweihen) sind heute verschollen.